# Genossenschaftsbank

Logo der Volks- und Raiffeisenbanken in Deutschland

Altes Logo der Raiffeisengenossenschaften

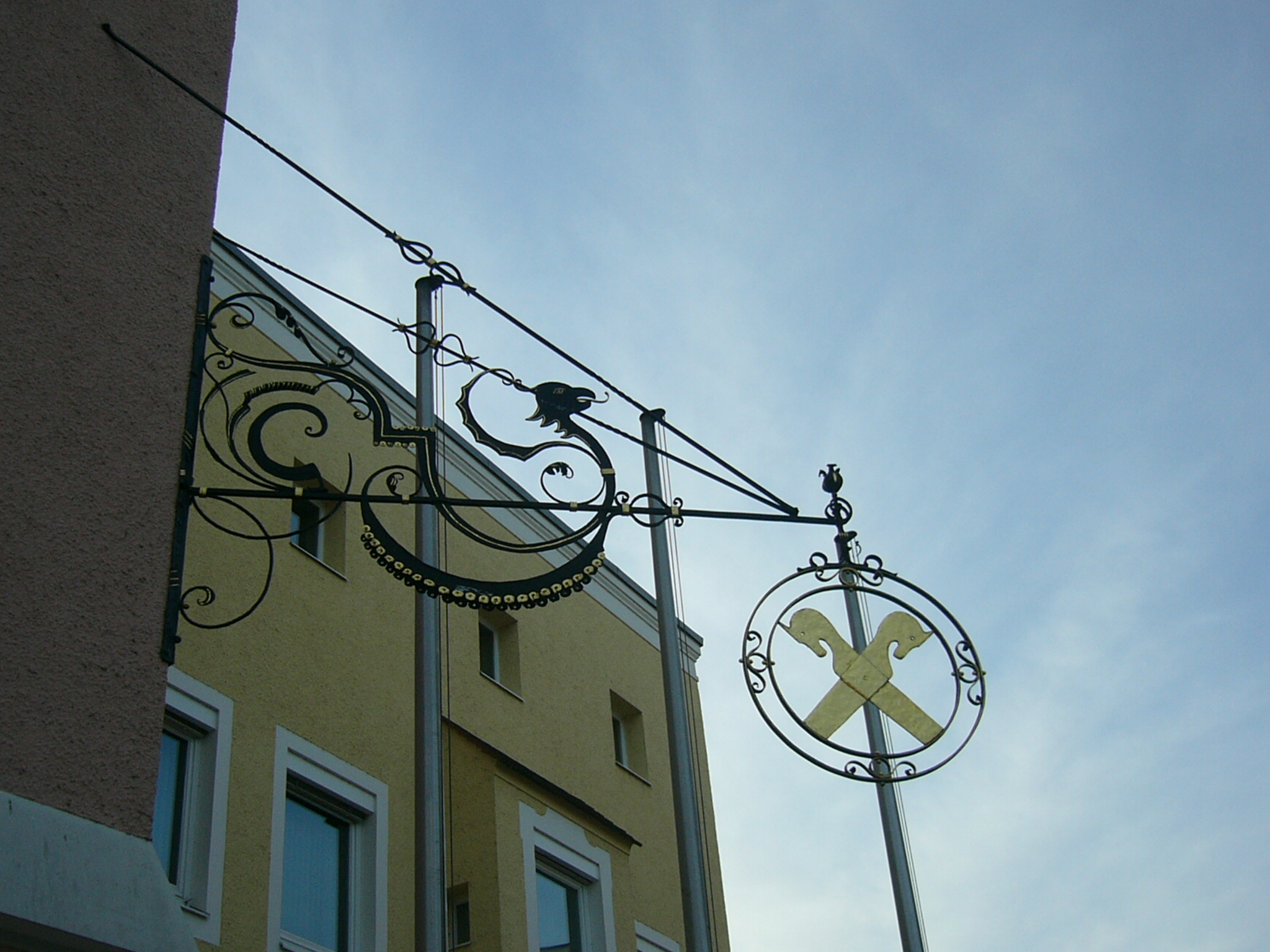
Historisches Nasenschild einer Raiffeisenbank

Genossenschaftsbanken sind Kreditinstitute, die in der Rechtsform einer Genossenschaft oder Aktiengesellschaft geführt werden und einer genossenschaftlichen Bankengruppe angehören. International arbeiten sie in der Internationalen Volksbankenvereinigung (CIBP) in Brüssel zusammen.

## Geschichte
Genossenschaftsbanken sind in Deutschland in der Regel Banken in der Rechtsform der eingetragenen Genossenschaft. Die Ansätze der Genossenschaftsbanken gehen auf die Grundsätze der Selbsthilfe, Selbstverantwortung und Selbstverwaltung von Franz Hermann Schulze-Delitzsch und Friedrich Wilhelm Raiffeisen Mitte des 19. Jahrhunderts zurück. Die Zwecke waren im Wesentlichen die Kapitalansammlung und Kreditgewährung für kleine Leute. Diese beiden gründeten unabhängig voneinander erste Darlehnsvereine. 1850 gründeten Bürger in Eilenburg die erste Kreditgenossenschaft mit Solidarhaft. Während Volksbanken vorwiegend in städtischen Bereichen entstanden, wurden in ländlichen Gebieten Raiffeisenbanken gegründet.
Eine der ersten Genossenschaftsbanken wurde 1862 in Darmstadt gegründet, wo sich der seit 1852 bestehende Darlehensverein für Darmstadt und Bessungen am 14. August 1862 in eine Genossenschaft nach Schultze-Delitzschs Grundsätzen umwandelte und den Namen Volksbank Darmstadt gab. Der Heddesdorfer Darlehnskassenverein gilt heute als erste Genossenschaft im Raiffeisenschen Sinne. Heute noch haben die meisten Genossenschaftsbanken in ihrem Namen Volksbank („Voba“), Raiffeisenbank („Raiba“), Raiffeisenkasse („Raika“) oder Volks- und Raiffeisenbank (VR-Bank beziehungsweise RV-Bank). Eine andere übliche Bezeichnung war Spar- und Darlehenskasse, auch Spar- und Darlehnskasse geschrieben. Ende 2008 firmierten von den 1197 Genossenschaftsbanken 480 als Volksbank, 409 als Raiffeisenbank und 167 als Volks- und Raiffeisenbank beziehungsweise VR-Bank. Raiffeisenbanken besitzen teilweise heute noch neben dem klassischen Bankgeschäft in geringem Umfang einen warenwirtschaftlichen Betrieb.
Aufgrund § 39 Abs. 2 KWG (Kreditwesengesetz) dürfen die Bezeichnung „Volksbank“ oder eine Bezeichnung, in der das Wort „Volksbank“ enthalten ist, nur Kreditinstitute neu annehmen, die in der Rechtsform einer eingetragenen Genossenschaft betrieben werden und einem Prüfungsverband angehören.
Darüber hinaus gibt es noch einige Genossenschaftsbanken unter den Bezeichnungen Spar- und Darleh(e)nskasse (nämlich 10) beziehungsweise Sparda-Bank (11), Genossenschaftsbank (8) sowie Spar- und Kreditbank (ebenfalls 10). Insbesondere in Großstädten existieren auch Genossenschaftsbanken, die den Ortsnamen besonders herausstellen, so die Münchner Bank, die Aachener Bank, die Waldecker Bank oder die Bank 1 Saar. Schließlich gibt es noch einige andere Genossenschaftsbanken (69) wie zum Beispiel die GLS Gemeinschaftsbank, die Deutsche Apotheker- und Ärztebank, die PSD Banken oder kirchliche Banken wie die Bank für Kirche und Diakonie.

## Stand der Genossenschaftsbanken in Deutschland

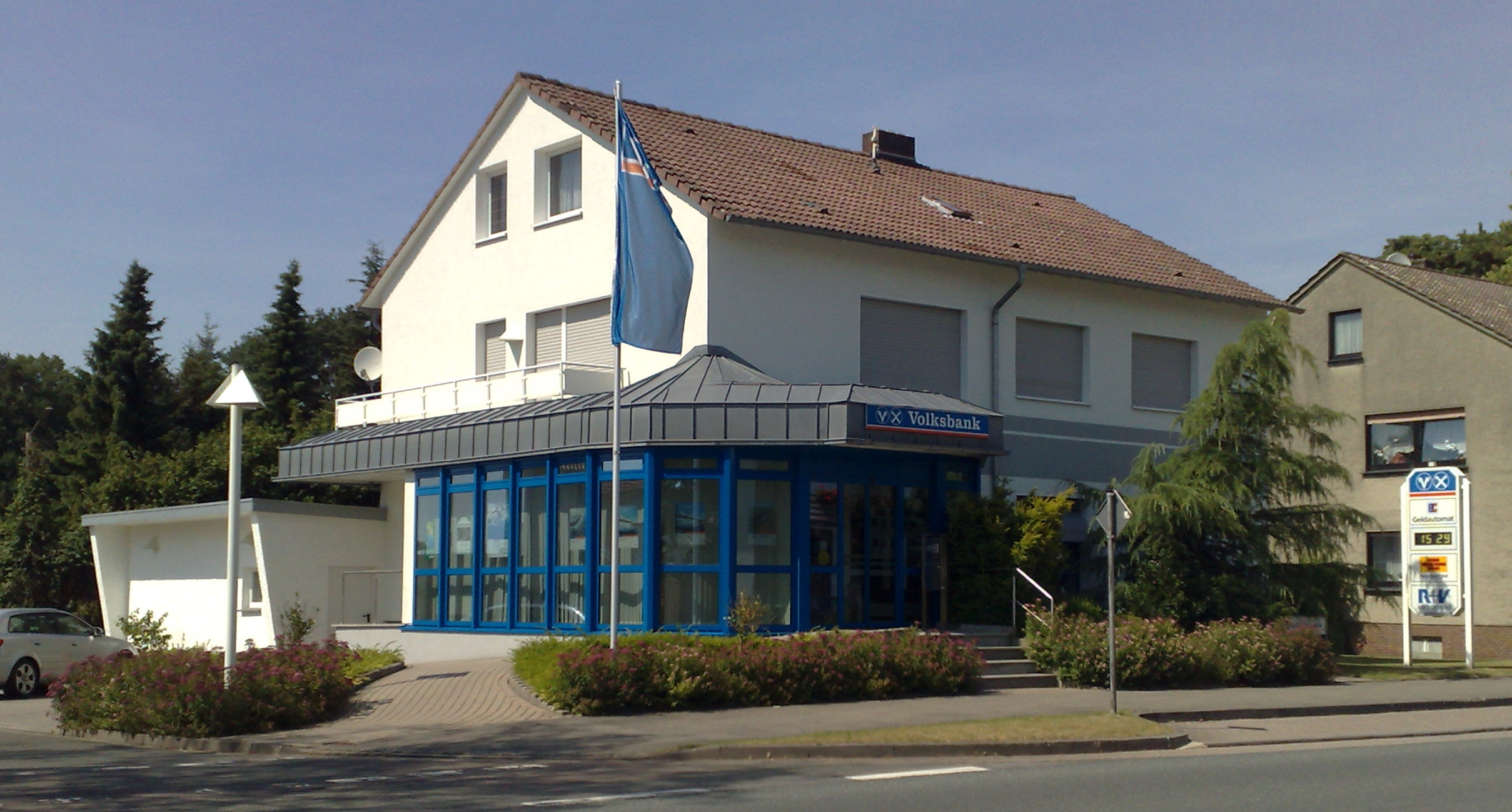
Geschäftsstelle der Volksbank PLUS eG in Alswede

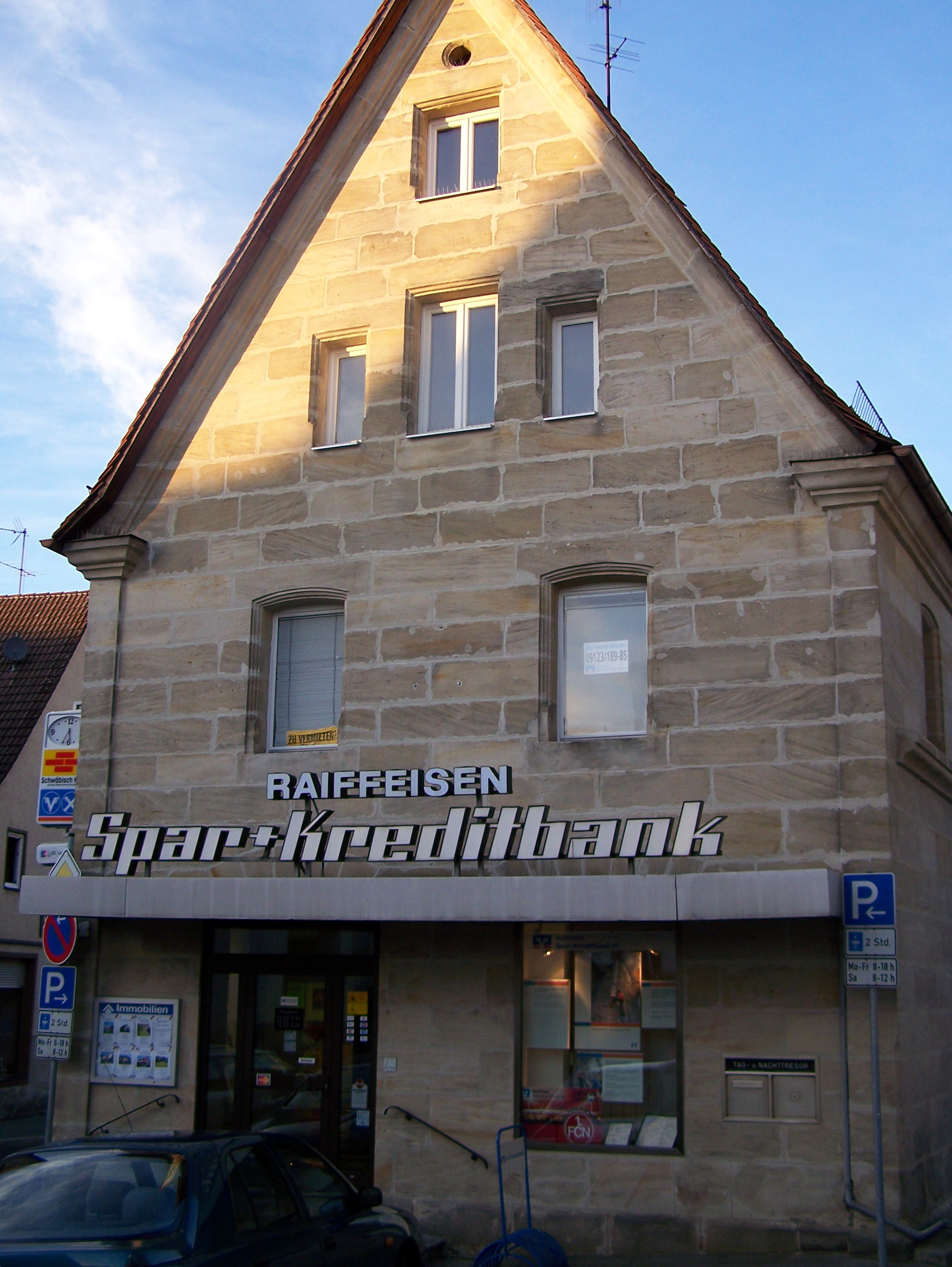
Geschäftsstelle der Raiffeisen Spar+Kreditbank eG in Schnaittach

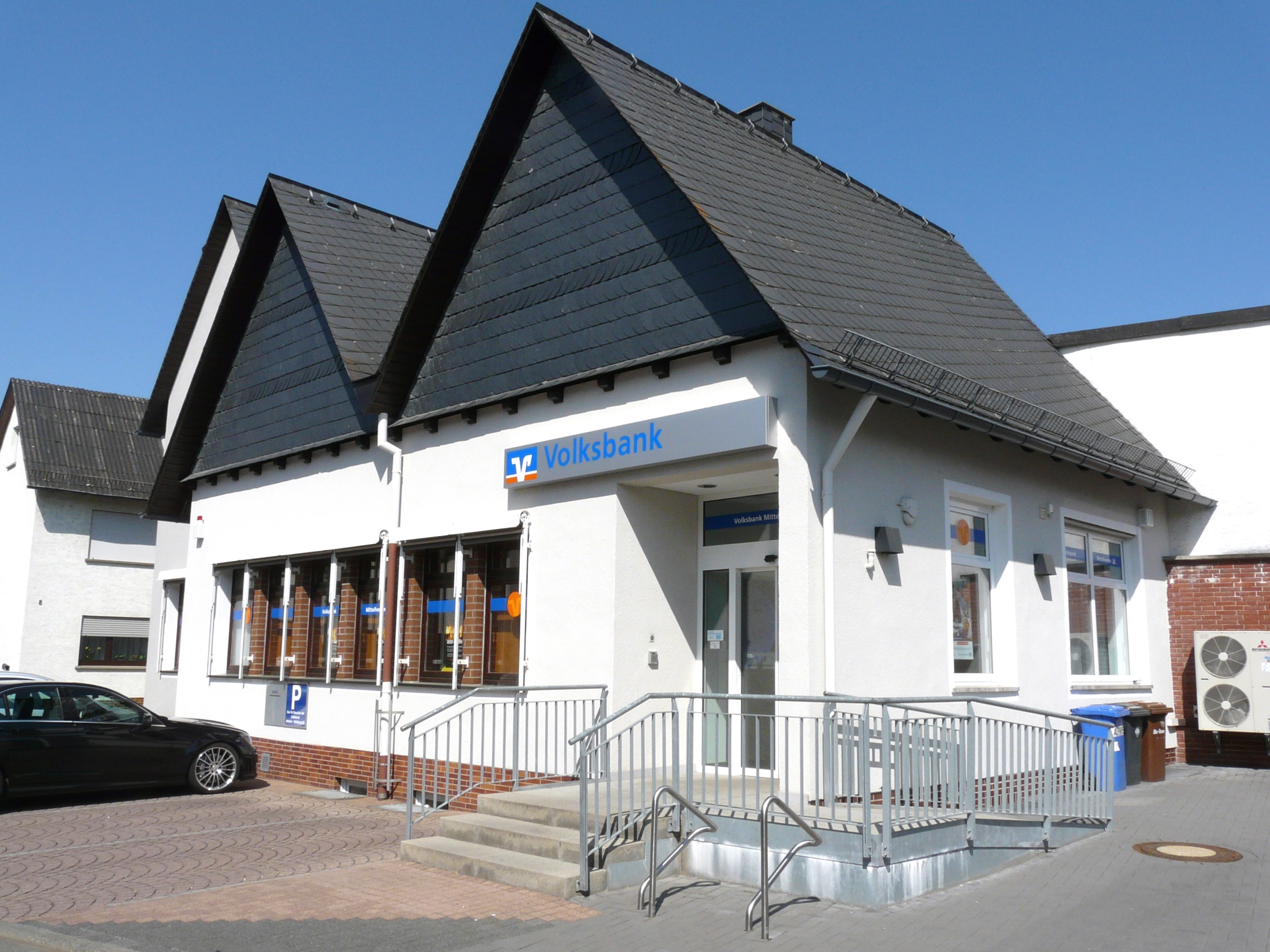
Geschäftsstelle der Volksbank Mittelhessen in Naunheim

Die deutschen Kreditinstitute können heute in drei Gruppen eingeteilt werden: öffentlich-rechtliche Kreditinstitute, private Geschäftsbanken und Genossenschaftsbanken. Die Stärke der Genossenschaftsbanken liegt vor allem in ihrer flächendeckenden Struktur. Über die Marktanteile der Genossenschaftsbanken liegen sehr unterschiedliche Angaben vor; oftmals ist der Marktanteil eine Frage der Betrachtungsweise. 2005 hatten Genossenschaftsbanken demnach bei Girokonten zwar einen Marktanteil von circa 24 %, während sie gemessen an der Bilanzsumme einschließlich
ihrer Spitzeninstitute dagegen auf circa 18 % kamen.
Ende 2020 gab es in Deutschland 814 Genossenschaftsbanken mit einer Bilanzsumme von 1.100 Mrd. Euro. Die Genossenschaftsbanken zählten 18,4 Millionen Mitglieder und über 7.700 Zweigstellen. Die größte regionale Genossenschaftsbank in Deutschland ist die Berliner Volksbank mit einer Bilanzsumme von 16,9 Mrd. Euro. Die nach Bilanzsumme größte deutsche Genossenschaftsbank ist die bundesweit aktive Deutsche Apotheker- und Ärztebank aus Düsseldorf. Zusammengeschlossen sind sie im Bundesverband der Deutschen Volksbanken und Raiffeisenbanken (BVR).
Auf regionaler Ebene werden die Anteile der Genossenschaftsbanken von ihren Mitgliedern gehalten. Die Genossenschaftsbanken ihrerseits halten zu großen Teilen Anteile der DZ Bank. Diese erbringt zentrale Servicefunktionen für die Genossenschaftsbanken und ist darüber hinaus national und begrenzt international als Geschäftsbank aktiv.
Genossenschaftsbanken in Deutschland sind in Regional- und Spartenverbänden (Sparda- und PSD-Banken) organisiert, die neben der Betreuung und Unterstützung der jeweiligen regionalen Bank (zum Beispiel durch Beratungstöchter oder Bildungsangebote) ebenso die Prüfung gemäß Kreditwesengesetz sicherstellen.
IT-Infrastruktur
Die IT-Landschaft der deutschen Genossenschaftsbanken wird von zwei Unternehmen samt Tochtergesellschaften betreut, die ihrerseits ebenfalls in den genossenschaftlichen Finanzverbund integriert sind:
- Atruvia AG (IT-Dienstleister der Volks- und Raiffeisenbanken sowie der PSD-Banken)
- Sopra Financial Technology GmbH (IT-Dienstleister der Sparda-Banken)

## Geschäftsanteile
Der Grundgedanke besteht gemäß § 1 des Genossenschaftsgesetzes in der Förderung des Erwerbs oder der Wirtschaft der Mitglieder mittels gemeinschaftlichen Geschäftsbetriebs.
Der Erwerb von Geschäftsanteilen an einer Genossenschaftsbank setzt meist voraus, dass man Kunde dieser Bank ist. Bei manchen Genossenschaftsbanken können Geschäftsanteile ebenso von Nicht-Kunden erworben werden. Entsprechendes ist in der jeweiligen Satzung festgelegt.

### Erwerb der Mitgliedschaft
Die Mitgliedschaft gilt mit folgenden Bedingungen als erworben: Beitrittserklärung, Zulassung durch den Vorstand, Einzahlung des Guthabens und Ausstellung einer Urkunde.

### Geschäftsanteile und Geschäftsguthaben
Mit den Geschäftsanteilen, die in der Satzung einer Genossenschaft geregelt sind, können sich Mitglieder einer Genossenschaft beteiligen. Geschäftsanteile können sowohl natürliche als auch juristische Personen erwerben. Die Geschäftsanteile sind an die jeweilige Person gebunden und werden bei Austritt des Mitglieds der Genossenschaft entzogen. Je nach Satzung muss ein Mindestbetrag pro Geschäftsanteil eingezahlt werden, der bei mindestens 10 Prozent liegt. Diese Summe entspricht dem Geschäftsguthaben. Geschäftsanteile und Geschäftsguthaben müssen somit nicht übereinstimmen. Im Gegensatz zu einer Aktiengesellschaft hat jedes Mitglied unabhängig von der Zahl seiner Geschäftsanteile nur eine einzige Stimme.

### Dividende
Die Höhe der Dividende ist abhängig vom Jahresüberschuss beziehungsweise vom Bilanzgewinn und wird durch die General- beziehungsweise Vertreterversammlung genehmigt. Meist ist die Dividende über dem aktuellen Zinsniveau, um die Anteile attraktiv zu gestalten.

### Pflichten der Mitglieder
Im Falle der Insolvenz der Bank haftet der Anteilseigner nicht nur mit seinem Geschäftsguthaben (auch mit noch nicht aufgezahlten Anteilen), sondern auch mit einer eventuell in der Satzung festgelegten Haftungssumme. Man nennt das Nachschusspflicht.

### Kündigung/Insolvenz und Tod des Mitglieds
Die Kündigungsfrist für Geschäftsanteile ist in der Satzung der Genossenschaftsbank geregelt. Eine weitläufige Formulierung lautet: „Jedes Mitglied hat das Recht, seine Mitgliedschaft zum Schluss eines Geschäftsjahres zu kündigen; die Kündigung muss schriftlich erklärt werden und der Genossenschaft mindestens drei Monate (oder zum Beispiel sechs Monate) vor Schluss eines Geschäftsjahres zugehen.“ Das dann zum Jahresende entstandene „Auseinandersetzungsguthaben“ wird, nach Feststellung (also Genehmigung) des Jahresabschlusses durch die General- oder Vertreterversammlung, ausgezahlt. Mit dem Tod geht die Mitgliedschaft auf die Erben über und endet mit dem Schluss des Geschäftsjahres, in dem der Erbfall eingetreten ist. Eine Fortführung durch die Erben ist mit Zustimmung des Vorstands möglich. Ausgezahlt wird dabei in der Regel nur das ursprüngliche Geschäftsguthaben, nicht der Anteil am aktuellen Eigenkapital der Bank.
Durch das Gesetz zur Verkürzung des Restschuldbefreiungsverfahrens und zur Stärkung der Gläubigerrechte vom 15. Juli 2013 (BGBl. I S. 2379) wurde mit Wirkung vom 19. Juli 2013 ein neuer § 66a ins Genossenschaftsgesetz eingefügt; danach „kann der Insolvenzverwalter das Kündigungsrecht des Mitglieds an dessen Stelle ausüben, sofern ein Insolvenzverfahren über das Vermögen eines Mitglieds eröffnet und ein Insolvenzverwalter bestellt wird.“ Der Insolvenzverwalter erhält damit das Recht, das ordentliche Kündigungsrecht des Mitglieds an dessen Stelle auszuüben – aber unter Beachtung der in der jeweiligen Satzung der Genossenschaft festgelegten Kündigungsfrist. Das neue Gesetz gewährt dem Insolvenzverwalter kein außerordentliches, fristloses Kündigungsrecht. Auch am Zeitpunkt der Auszahlung eines etwaigen Auseinandersetzungsguthabens ändert der neue § 66a GenG nichts; die Auszahlung erfolgt dann regelmäßig an den Insolvenzverwalter zu Gunsten der Insolvenzmasse.

### Ausschluss
Der Ausschluss eines Mitgliedes ist in der Satzung in § 68 Abs. 1 GenG geregelt. In der Regel kann dieser nur erfolgen, wenn das Mitglied gegen die Satzung verstoßen hat, unrichtige Angaben über seine finanziellen Verhältnisse gemacht hat oder zahlungsunfähig geworden ist. Der Ausschluss ist nur zum Schluss eines Geschäftsjahres zulässig.

## Genossenschaftsbanken in Europa

### Deutschland
- Die Kapitalgesellschaften der genossenschaftlichen Finanzgruppe Volksbanken Raiffeisenbanken kooperieren miteinander als Verbund:
  - DZ Bank (Genossenschaftliche Zentralbank in Deutschland, Spitzeninstitut des Genossenschaftssektors sowie Allfinanzgruppe)
  - Bausparkasse Schwäbisch Hall
  - DZ Privatbank (Private Banking)
  - Union Investment (Fondsgesellschaft für private und institutionelle Anleger)
  - R+V Versicherung (Versicherungsgesellschaft)
  - VR Smart Finanz (herstellerunabhängige Leasinggesellschaft)
  - VR Factorem (Factoring)
  - Teambank (standardisierte Konsumentenkredite)
  - TEBA Kreditbank (Factoring, Tochtergesellschaft der VR-Bank Landau)
  - DZ Hyp (Hypothekenbank)
  - Atruvia (Rechenzentrum)
  - Reisebank (Sorten-, Edelmetall- und Reisezahlungsmittelgeschäft)
  - BAG Bankaktiengesellschaft (Kreditdienstleister für den BVR)
  - Schwäbisch Hall Kreditservice (auf die industrielle Bearbeitung von Krediten und Bausparprodukten spezialisiertes Dienstleistungsunternehmen für Genossenschaftsbanken und Unternehmen des genossenschaftlichen Finanzverbunds)
  - VR Kreditservice (Processing- und Beratungsdienstleister für Genossenschaftsbanken)
- Genossenschaften und Stiftungen der Genossenschaftliche Finanzgruppe Volksbanken Raiffeisenbanken
  - GLS Gemeinschaftsbank (Gemeinschaftsbank für Leihen und Schenken)
  - DG Nexolution (Medien-, Handels- und Systemhaus)
  - Münchener Hypothekenbank
  - Stiftung GIZ – Genossenschaftshistorisches Informationszentrum (Archiv- und Sammlungsnetzwerk zur Genossenschaftsgeschichte)
- Sparda-Banken

### Finnland
- Pohjola Bank (vormals OKO Bank)

### Frankreich
- Groupe Banque Populaire, französische Volksbanken
- Crédit Mutuel, französische Raiffeisenbanken
- Crédit Agricole, halbgenossenschaftliche Bank im Besitz ihrer genossenschaftlichen Lokalvertretungen
- Crédit Coopératif

### Italien
- ICCREA Holding
- Banca Popolare di Milano
- Banca popolare dell’Emilia Romagna
- Banca Popolare Italiana

Südtirol
- Raiffeisenverband Südtirol

- Raiffeisen Landesbank Südtirol

- Südtiroler Volksbank

### Luxemburg
- Banque Raiffeisen

### Niederlande
- Rabobank

### Österreich
In Österreich unterscheidet man die Genossenschaftsbanken nach dem System Raiffeisen beziehungsweise dem System Schulze-Delitzsch.
- Raiffeisengenossenschaften in Österreich

- Raiffeisen Bank International AG (vormals Raiffeisen Zentralbank Österreich AG)

- Volksbanken-Verbund

### Polen
In Polen muss zwischen den traditionellen genossenschaftlich organisierten Banken (Bank Spółdzielczy) und sogenannten SKOK (Spółdzielcza kasa oszczędnościowo-kredytowa) unterschieden werden. Der Markt zeigt Ähnlichkeiten zu Großbritannien, wo zwischen den das Universalbankgeschäft betreibenden building societies und den credit unions unterschieden wird.
Zentralorganisationen genossenschaftlich organisierter Banken:
- SGB-Bank
- Bank Polskiej Spółdzielczości

### Portugal
- Caixa de Crédito Agrícola Mútuo
- Caixa Económica Montepio Geral

### Schweiz
- Raiffeisen Schweiz
- historisch:

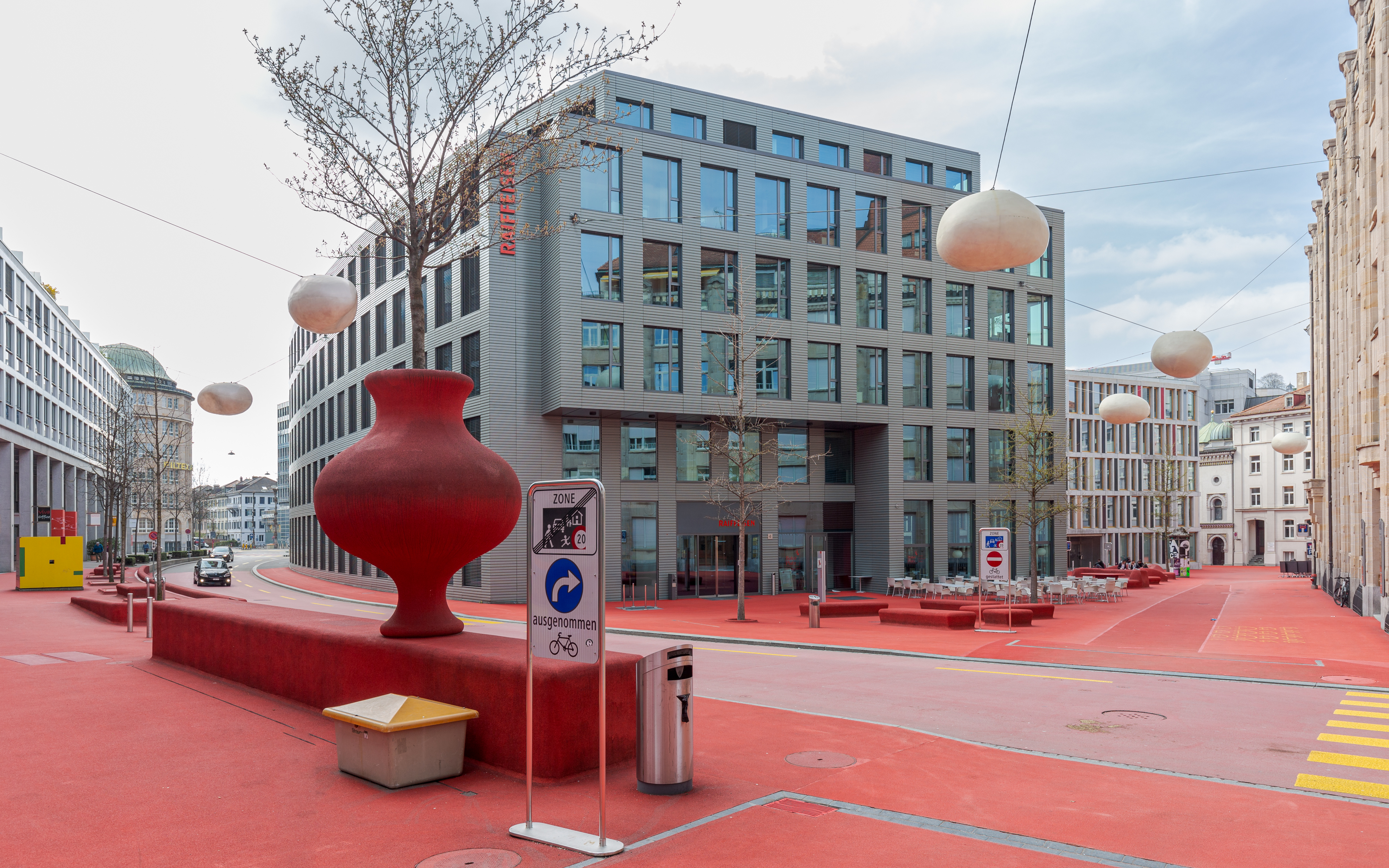
Raiffeisen Schweiz in St. Gallen

  - Bank Cler, gegründet als Bank der Coop-Genossenschaften Genossenschaftliche Zentralbank (GZB), später Coop Bank, Bank Coop, inzwischen 100%ige Tochter der Basler Kantonalbank
  - Migros Bank, gegründet von Gottlieb Duttweiler als Bank des Migros-Genossenschaftsbundes, heute eine Aktiengesellschaft und 100%ige Tochter des Detailhandelskonzerns Migros

### Spanien
- Banco Cooperativo Español
- Caja Laboral
- Asociación Española de Cajas Rurales (Dachverband sämtlicher regionaler Genossenschaftsbanken)

## Verbände

### Deutschland
- Deutscher Genossenschafts- und Raiffeisenverband (DGRV)
- Bundesverband der Deutschen Volksbanken und Raiffeisenbanken (BVR)
- Deutscher Raiffeisenverband (DRV)
- Zentralverband Gewerblicher Verbundgruppen (ZGV)

#### Regionalverbände
- Baden-Württembergischer Genossenschaftsverband (BWGV)
- Genossenschaftsverband Bayern (GVB)
- Genoverband (GV)
- Genossenschaftsverband Weser-Ems (GVWE)

## Besonderes

### Kleinste Bank Deutschlands

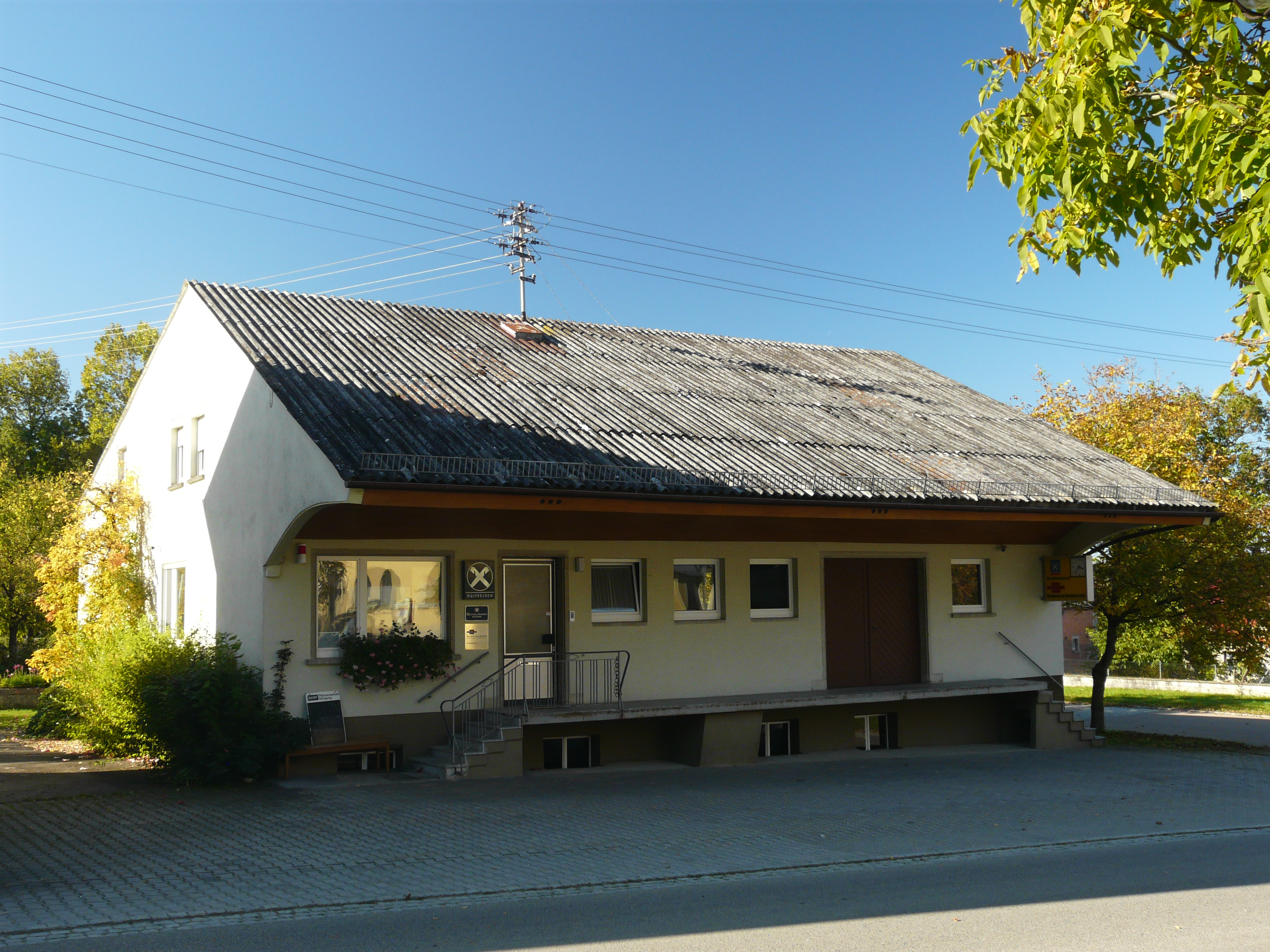
Die Raiffeisenbank Gammesfeld

Die Raiffeisenbank Gammesfeld (Hohenlohe) ist gemessen an der Bilanzsumme eine der kleinsten Banken Deutschlands. Fritz Vogt war 40 Jahre lang ihr einziger Angestellter. Er bezeichnet sich als Genossenschaftler – nicht als Bankdirektor. 1984 entzog ihm das Bundesaufsichtsamt für das Kreditwesen die Bankerlaubnis, weil jede Bank zum Zweck gegenseitiger Kontrolle einen zweiten hauptamtlichen Geschäftsführer brauche (Vieraugen-Prinzip). Da diese aufzuwendenden Personalkosten die Erträge der Bank zu Lasten der Kunden unnötig schmälern würden, klagte Vogt. Nach sechs Jahren bekam er Recht, da die Anstellung eines nebenamtlichen zweiten Geschäftsführers genügt. Das Kreditinstitut betreut ausschließlich ortsansässige Kunden. Seit Anfang 2008 ist Fritz Vogt, Geburtsjahrgang 1930, im Ruhestand. Seine Bank besteht weiter, unter dem neuen Geschäftsführer Peter Breiter.
Die kleinste Genossenschaftsbank in Deutschland war bis zu ihrer Fusion mit der Vereinigten VR Bank im August 2022 die 1905 gegründete Raiffeisenbank eG in Struvenhütten mit einer Bilanzsumme von circa 17 Mio. Euro.

### Gründung einer Genossenschaftsbank durch Unternehmen
Aufgrund der Kreditkrise 2008/2009 arbeitet eine Gruppe aus Finanzexperten und Industrievertretern in Frankreich daran, eine neue Bank für die Wirtschaft unter dem Namen Corporate Funding Association (CFA) zu gründen. Dabei sollen 40 Unternehmen aus Frankreich und Deutschland eine Genossenschaft bilden. Die beteiligten Unternehmen sollen leichter Kredite erhalten.